# Leistes
Leistes es un género de aves paseriformes perteneciente a la familia Icteridae. Comprende aves de pastizales predominantemente sudamericanas llamadas loicas. El género fue previamente agrupado con las loicas de América del Norte en el género Sturnella.
Incluye cinco especies de aves en gran parte insectívoras. En todas las especies, el macho tiene el dorso negro o marrón y el pecho rojo.

## Lista de especies
Hay cinco miembros del género ampliamente aceptados.
| Imagen | Nombre común     | Nombre científico     | Distribución                                                                 |
| ------ | ---------------- | --------------------- | ---------------------------------------------------------------------------- |
|        | Loica pechirroja | Leistes militaris     | Suroeste de Costa Rica y Trinidad, sur a noreste de Perú y centro de Brasil. |
|        | Loica cejiblanca | Leistes superciliaris | Suroeste de Brasil a través de Paraguay, Uruguay y Argentina.                |
|        | Loica peruana    | Leistes bellicosus    | Oeste de Perú, Ecuador y el extremo norte de Chile.                          |
|        | Loica pampeana   | Leistes defillippi    | Argentina, Brasil y Uruguay.                                                 |
|        | Loica común      | Leistes loyca         | Cono sur y las Islas Malvinas.                                               |

## Taxonomía
A principios del siglo XX, las loicas se dividieron. Solo las de pecho amarillo (loicas del este y oeste) permanecieron en el género Sturnella. Las de pecho rojo y ceja blanca se trasladaron al género Leistes, mientras que la loica pampeana, la loica peruana y la loica común formaron el género Pezites, que fue establecido por Cabanis en 1851. A finales del siglo XX, todas las especies fueron agrupadas en el género Sturnella. En 2017, todas las loicas de pecho rojo se fusionaron en el género Leistes.

#### Libros
- Brewer, David; Burn, Hilary; Christie, David A.; Elliott, Andrew; del Hoyo, Josep; BirdLife International (2011). Handbook of the birds of the world. Vol. 16, Tanagers to New World Blackbirds (en inglés). Barcelona, España: Lynx Edicions. ISBN 978-84-96553-78-1.

- Jaramillo, Alvaro; Burke, Peter (1999).  Christopher Helm, ed. New world blackbirds: the icterids (en inglés). Londres, Inglaterra. ISBN 0-7136-4333-1.